# Elezioni comunali in Abruzzo del 2010
Le elezioni comunali in Abruzzo del 2010 si sono svolte il 28 e 29 marzo (con eventuale turno di ballottaggio l'11 e 12 aprile).

## Riepilogo sindaci eletti
Coalizione di centro-destra
     Coalizione di centro-sinistra
| Provincia | Comune | Popolazione legale (censimento 2001) | Sindaco uscente | Sindaco uscente      | Sindaco eletto | Sindaco eletto          | Primo turno | Primo turno | Secondo turno | Secondo turno | Seggi   |
| Provincia | Comune | Popolazione legale (censimento 2001) | Sindaco uscente | Sindaco uscente      | Sindaco eletto | Sindaco eletto          | Voti        | %           | Voti          | %             | Seggi   |
| --------- | ------ | ------------------------------------ | --------------- | -------------------- | -------------- | ----------------------- | ----------- | ----------- | ------------- | ------------- | ------- |
| Chieti    | Chieti | 52 486                               |                 | Francesco Ricci (PD) |                | Umberto Di Primio (PdL) | 20 686      | 61,36       | —             | —             | 27 / 40 |

## Provincia di Chieti

### Chieti
|                                 | Umberto Di Primio ✔️ Sindaco | 20 686               | 61,36 | Il Popolo della Libertà | 9 570  | 29,56 | 13 |  |  |
| Unione di Centro                | Umberto Di Primio ✔️ Sindaco | 20 686               | 61,36 | 4 669                   | 14,42  | 6     |    |  |  |
| Giustizia Sociale               | Umberto Di Primio ✔️ Sindaco | 20 686               | 61,36 | 2 565                   | 7,92   | 3     |    |  |  |
| Alleanza per Di Primio          | Umberto Di Primio ✔️ Sindaco | 20 686               | 61,36 | 1 707                   | 5,27   | 2     |    |  |  |
| Uniti per Chieti (MpA - IC)     | Umberto Di Primio ✔️ Sindaco | 20 686               | 61,36 | 1 568                   | 4,84   | 2     |    |  |  |
| Lega Nord - Il Popolo di Chieti | Umberto Di Primio ✔️ Sindaco | 20 686               | 61,36 | 993                     | 3,07   | 1     |    |  |  |
| La Destra                       | Umberto Di Primio ✔️ Sindaco | 20 686               | 61,36 | 249                     | 0,77   | –     |    |  |  |
| Totale liste                    | Umberto Di Primio ✔️ Sindaco | 20 686               | 61,36 | 21 321                  | 65,86  | 27    |    |  |  |
|                                 | Francesco Ricci              | 11 410               | 33,85 | Partito Democratico     | 5 178  | 15,99 | 7  |  |  |
| Italia dei Valori               | Francesco Ricci              | 11 410               | 33,85 | 1 964                   | 6,07   | 2     |    |  |  |
| Chieti per Chieti               | Francesco Ricci              | 11 410               | 33,85 | 1 334                   | 4,12   | 2     |    |  |  |
| Federazione della Sinistra      | Francesco Ricci              | 11 410               | 33,85 | 1 078                   | 3,33   | 1     |    |  |  |
| Sinistra Ecologia Libertà       | Francesco Ricci              | 11 410               | 33,85 | 552                     | 1,71   | –     |    |  |  |
| Seggio di coalizione            | Seggio di coalizione         | Seggio di coalizione | 33,85 | 1                       |        |       |    |  |  |
| Totale liste                    | Francesco Ricci              | 11 410               | 33,85 | 10 106                  | 31,22  | 12    |    |  |  |
|                                 | Giustino Angeloni            | 922                  | 2,74  | Theate Nova             | 510    | 1,58  | –  |  |  |
|                                 | Pietro Supino                | 437                  | 1,30  | Etica e Solidarietà     | 302    | 0,93  | –  |  |  |
|                                 | Eugenio Di Francesco         | 437                  | 1,30  | Forza Nuova             | 302    | 0,93  | –  |  |  |
| Totale                          | Totale                       | 33 711               | 100   |                         | 32 373 | 100   | 40 |  |  |
|                                 |                              |                      |       |                         |        |       |    |  |  |
| Schede bianche                  | Schede bianche               | 185                  | 0,53  |                         |        |       |    |  |  |
| Schede nulle                    | Schede nulle                 | 758                  | 2,19  |                         |        |       |    |  |  |
| Votanti                         | Votanti                      | 34 654               | 74,72 |                         |        |       |    |  |  |
| Elettori                        | Elettori                     | 46 380               |       |                         |        |       |    |  |  |
|                                 |                              |                      |       |                         |        |       |    |  |  |
| Fonte: Ministero dell'interno   |                              |                      |       |                         |        |       |    |  |  |